# Wabash (Indiana)
Wabash é uma cidade localizada no estado americano de Indiana, no Condado de Wabash.

## Demografia
Segundo o censo americano de 2000, a sua população era de 11.743 habitantes.
Em 2006, foi estimada uma população de 11.108, um decréscimo de 635 (-5.4%).

## Geografia
De acordo com o United States Census Bureau tem uma área de
23,7 km², dos quais 23,1 km² cobertos por terra e 0,6 km² cobertos por água. Wabash localiza-se a aproximadamente 246 m acima do nível do mar.

## Localidades na vizinhança
O diagrama seguinte representa as localidades num raio de 24 km ao redor de Wabash.